# Hunderfossen Station
Hunderfossen Station (Hunderfossen stasjon eller Hunderfossen holdeplass) er en jernbanestation på Dovrebanen, der ligger ved Hunderfossen Familiepark i Lillehammer kommune i Norge. Stationen ligger desuden lige ved Norsk vegmuseum, mens Hafjells skisportsområde ligger i nærheden. Selve stationen består at et spor og en perron med et læskur af træ.
Stationen åbnede som trinbræt i 1986. Til at begynde med stoppede togene kun ved specielle lejligheder, men fra 27. maj 1990 til 10. september 2000 stoppede en del ordinære tog der også i sommersæsonen. Betjeningen blev genoptaget 16. juni 2002. I 2007 blev perronen opgraderet og moderniseret.
I 1990'erne var Hunderfossen et af flere steder, hvor der blev foretaget optagelser til den populære børne-tv-serie Sesam stasjon. Fra 1992 til 1999 kørte der desuden Sesam-tog mellem Lillehammer og Hunderfossen. Sesam stasjon som sådan blev i øvrigt spillet af Lørenskog Station på Hovedbanen.